# Sascha Burchert
Sascha Burchert (* 30. Oktober 1989 in Ost-Berlin) ist ein ehemaliger deutscher Fußballtorwart. 

## Karriere

### Verein
Burchert fing mit fünf Jahren beim Wartenberger SV mit dem Fußballspielen an.
Bevor er 2002 in die Jugend von Hertha BSC wechselte, spielte er zusammen mit seinem Bruder Nico für den Wartenberger SV. Bei der Hertha wurde er 2008 in den Profikader berufen, kam aber zunächst nur in der zweiten Mannschaft in der Regionalliga Nord zum Einsatz. Sein Profidebüt bestritt er dann am 17. September 2009, als er am ersten Spieltag der Gruppenphase der UEFA Europa League 2009/10 beim 1:1-Heimspiel gegen den FK Ventspils in der 21. Minute den verletzten Jaroslav Drobný ersetzte. Aus demselben Grund stand er drei Tage später bei der 0:4-Heimniederlage gegen den SC Freiburg auch erstmals in der Bundesliga im Tor.
Nach einer weiteren Niederlage, dem DFB-Pokal-Aus in der 2. Hauptrunde gegen den TSV 1860 München, wurde jedoch mit Timo Ochs ein weiterer Torwart verpflichtet, der Burchert im darauf folgenden Ligaspiel ersetzte. Dennoch blieb Burchert erster Ersatzmann Drobnýs in der Europa League, da Ochs für diesen Wettbewerb nicht spielberechtigt war. Allerdings verletzte sich Ochs am 4. Oktober 2009 im Spiel gegen den Hamburger SV ebenfalls, sodass Burchert erneut zum Einsatz kam. Im weiteren Verlauf des Spiels klärte er im Herauslaufen zweimal hintereinander außerhalb des Strafraums Bälle mit dem Kopf, die jeweils beim Gegner landeten und zu zwei Toren führten. Danach wurde er von der Bild-Zeitung als „Torwart-Trottel“ bezeichnet, während ihn Herthas Torwarttrainer Christian Fiedler, der Stammtorwart Drobný sowie der Torwart des HSV, Frank Rost, von Schuld freisprachen. Nach der Rückkehr Drobnýs pendelte Burchert zwischen dem Platz auf der Bundesliga-Ersatzbank und Spielen im Reserveteam. Im Dezember 2012 wurde sein Vertrag bis 2016 verlängert. Nach dem Abstieg der Hertha kam Burchert in der Saison 2010/11 zu seinen ersten Zweitligaeinsätzen, weil Herthas Stammkeeper Maikel Aerts und Marco Sejna gesperrt bzw. verletzt waren. Ab 2012 war er Herthas erster Reservetorhüter hinter Thomas Kraft.
Im Sommer 2015 wurde Burchert für ein halbes Jahr an den norwegischen Erstligisten Vålerenga Oslo ausgeliehen. Nach dem Ende der dortigen Spielzeit 2015 kehrte er zum Jahresbeginn 2016 nach Berlin zurück. Bis zum Ende seiner Vertragslaufzeit absolvierte der Keeper 15 Pflichtspiele für die erste sowie 67 für die zweite Herrenmannschaft der Hertha.
Zur Saison 2016/17 wechselte Burchert zur SpVgg Greuther Fürth in die 2. Bundesliga. Dort wurde er jedoch zunächst ebenfalls nur Reservetorhüter hinter dem ebenfalls neu verpflichteten Balázs Megyeri. Burchert kam auf zwei Zweitligaspiele und drei Pokalspiele sowie zehn Partien für die Regionalligamannschaft, mit der er über die Relegation die Klasse halten konnte. Nach einer Verletzung Megyeris rückte Burchert im Sommer 2017 als Vertreter zwischen die Pfosten und absolvierte aufgrund guter Leistungen auch nach der Genesung seines Konkurrenten die restlichen Ligaspiele. Nachdem Megyeri 2018 den Verein verlassen hatte, blieb Burchert die erste Wahl im Tor und verpasste krankheitsbedingt lediglich eine Pflichtpartie; darüber hinaus vertrat er Marco Caligiuri bis zur Rückrunde als Mannschaftskapitän. Anfang Mai 2020 wurde der Vertrag des Torwarts bis Juni 2022 verlängert. Die folgenden Spielzeiten bestritt er als Stammtorhüter und stieg mit der Mannschaft im Sommer 2021 in die Bundesliga auf. In die folgende Bundesliga-Saison 2021/22 startete er zunächst ebenfalls als Stammtorhüter, verlor dann aber ab dem siebten Spieltag seinen Stammplatz zunächst an seinen bisherigen Stellvertreter Marius Funk und ab dem Winter an den neuverpflichteten Andreas Linde. Am Saisonende stieg die Mannschaft wieder in die zweite Liga ab.
Im August 2022 schloss er sich dem damaligen Zweitligisten FC St. Pauli an. Im Sommer 2025 beendete er seine Karriere und wurde Torwart-Koordinator bei den Hamburgern.

### Nationalmannschaft
Burchert durchlief von der U16 bis zur U20 alle deutschen Nachwuchsnationalmannschaften. Die U19-Europameisterschaft 2008, bei der Deutschland den Titel gewann, verpasste er jedoch auf Grund einer Mandelentzündung.

## Erfolge
- Aufstieg in die Bundesliga (4): 2011, 2013 (beide Hertha BSC), 2021 (SpVgg Greuther Fürth), 2024 (FC St. Pauli)
  - davon als Meister der 2. Bundesliga (3): 2011, 2013, 2024